# 沃爾托普鄉 (多爾日縣)

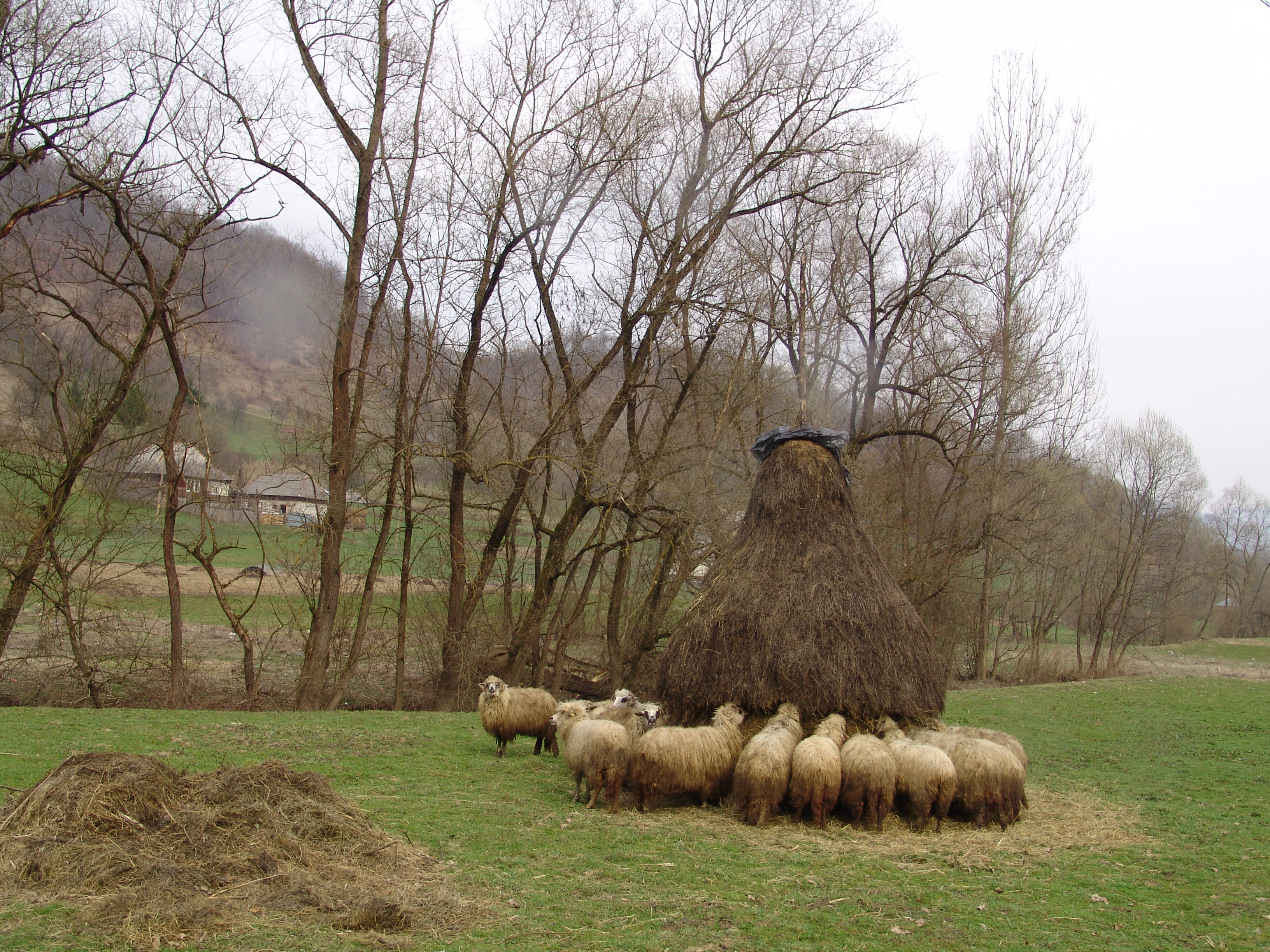

44°13′N 23°21′E / 44.217°N 23.350°E
沃爾托普鄉（羅馬尼亞語：Vârtop, Dolj），是羅馬尼亞的鄉份，位於該國西南部，由多爾日縣負責管轄，面積32平方公里，海拔高度144米，2007年人口1,626，人口密度每平方公里51人。